# Vlorai nemzetgyűlés
A vlorai nemzetgyűlés (albán kuvendi kombëtar i Vlorës) az albán nép választott küldötteiből és az első Balkán-háború elől menekülő történelmi nagycsaládok vezetőiből álló, 1912. november 28. és december 4. között Vlora városában ülésező általános nemzetgyűlés volt, amelynek során november 28-án kikiáltották az Oszmán Birodalomtól független, szabad és önálló Albániát. Noha 1912 szeptemberére az albánok a török kormánytól már garanciákat kaptak arra, hogy megszervezhetik területi autonómiájukat (Albánia vilajet), az októberben kitörő első Balkán-háborúban a töröknek hadat üzenő Balkán-szövetség tagállamai, Montenegró, Szerbia és Görögország hadseregei bevonultak az albán lakta területekre. Jóllehet, az Osztrák–Magyar Monarchia és Olaszország elviekben támogatták az autonóm Albánia megőrzését, mégis tétlenül szemlélték, hogy Albánia balkáni szomszédjai a háború első két hónapja során elfoglalták az ország nagy részét. Egyedül az ostromlott Shkodra és Janina, valamint Vlora szűkebb térsége maradt oszmán, illetve albán kézen.
A magukra maradt albánok lépéskényszerbe kerültek, és legkülönfélébb csoportjaik keresték a módját, hogyan nyerhetnék el a nagyhatalmak támogatását és őrizhetnék meg országuk területi egységét. Nagy tekintélyű politikai vezetőjük, Ismail Qemali kísérlete vezetett sikerre: szervezésében Vlorába nemzetgyűlést hívtak össze, amelynek során 1912. november 28-án kikiáltották országuk függetlenségét, egyúttal december 4-én megalakították a Qemali vezette ideiglenes kormányzatot, amelynek székhelye Vlora lett. A nemzetgyűlés nem határozott az új ország államformájáról és alkotmányáról; ennek jogát egy majdani nemzetközi bizottság hatáskörébe utalta. A Qemali-kabinetnek számos bel- és külpolitikai akadállyal kellett szembeszállnia: hatalmuk mindössze Vlora környékére terjedt ki, az albánság tényleges támogatottsága nélkül végezték munkájukat, és a nagyhatalmak is csak 1913 júliusában ismerték el végleg a független Albániát.
A függetlenség kikiáltásának napja első évfordulójától, 1913. november 28-ától Albánia nemzeti ünnepe.

## Előzmények
Az Oszmán Birodalmon belüli területi autonómiáért küzdő albánok az előző évekhez hasonlóan 1912 áprilisában ismét fegyvert ragadtak és fellázadtak. A Koszovóból kiinduló felkelés kiterjedt az albán lakta területek egészére, és a demoralizálódott török hadsereg elleni győzelmeiket követően a török kormányzat tárgyalóasztalhoz ült velük. A felkelők egyik vezetője, Hasan Prishtina tizennégy pontban foglalta össze a lázadók követeléseit, amelyek nagy részét a török kormányzat 1912. szeptember 4-én véglegesen jóváhagyta. Ezzel megnyílt az út a birodalmon belüli Albánia vilajet megszervezéséhez.

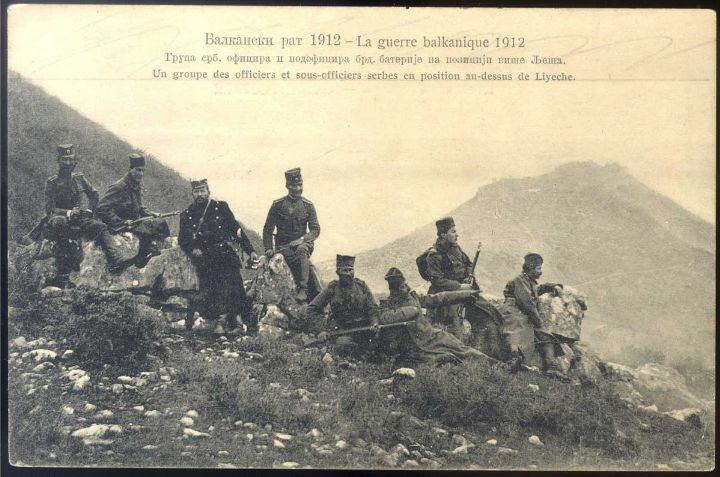
Szerb katonatisztek az albániai Lezhánál 1912-ben

Október 8-án azonban Montenegró hadat üzent az Oszmán Birodalomnak, ezzel kitört az első Balkán-háború, amelynek hadi eseményei elszakították az autonómiájukat frissen kivívott albánokat a birodalomtól. Montenegró azonnal három hadosztályt indított el az albániai Shkodra városa ellen, kisebb csapataik pedig a környező területek elszakításáért harcoltak. Október 17-én a Porta hadat üzent Szerbiának és Bulgáriának, másnap pedig a Balkán-szövetség negyedik tagja, Görögország is belépett a háborúba. A szerbeknek szintén megvoltak a maguk expanziós törekvéseik Albánia területén: Koszovó és Észak-Albánia nagy részét szerették volna országukhoz csatolni, elsősorban azzal a távlati céllal, hogy boszniai álmaik szertefoszlását – vagyis Bosznia Osztrák–Magyar Monarchia általi annektálását – követően a shëngjini és durrësi kikötők elfoglalásával biztosítsák kijutásukat az Adriai-tengerhez. Csapataik behatoltak az albánok lakta területekre, október 22-én elfoglalták Prizrent, majd az elkövetkező napokban megvívott kumanovói csatában diadalmaskodva délnek szorították a török sereget. A görögök sem késlekedtek sokáig, szemük előtt lebegett Dél-Albánia (vagy az ő olvasatukban Észak-Epirusz) elfoglalása legalább a Himara–Korça-vonalig, de kedvező esetben az Albániát nyugat–keleti irányban kettészelő Shkumbin völgyéig. Csapataik először a macedón területeket támadták, de november 3-án megkezdték az Albániához tartozó Észak-Epirusz lerohanását is. Ennek hatására november 5-én a délnyugat-albániai partvidék görög nemzetiségű települései (pl. Himara) elűzték az oszmán és albán hivatalnokokat, hogy előkészítsék a terepet az érkező görög katonaság számára. A görög csapatok tovább nyomultak északnak, november 10-én már Janinát vették ostrom alá, emellett november 18-án a Macedóniában előretörő hadosztályaik találkoztak az északról nyomuló szerb csapatokkal, ezzel az albán lakta területek végleg elszakadtak az Oszmán Birodalomtól. A helyzet súlyosságát érzékeltethetik a számadatok: a kisebb, 35 600 fős sereget felvonultató Montenegró mellett Szerbia öt hadosztályba szervezett hadereje 315 000 főt, Görögország két hadserege és irreguláris alakulatai mintegy 115 000 főt tettek ki. Ezzel szemben állt az oszmán haderő európai alakulatait kitevő 300 000 katona, amelyből az albán területeket legfeljebb 45 000-es haderő védte, abból is 14 000 a montenegróiak által ostromolt Shkodra védelmére rendezkedett be.

## Az albánkérdés az európai nagyhatalmi diplomáciában

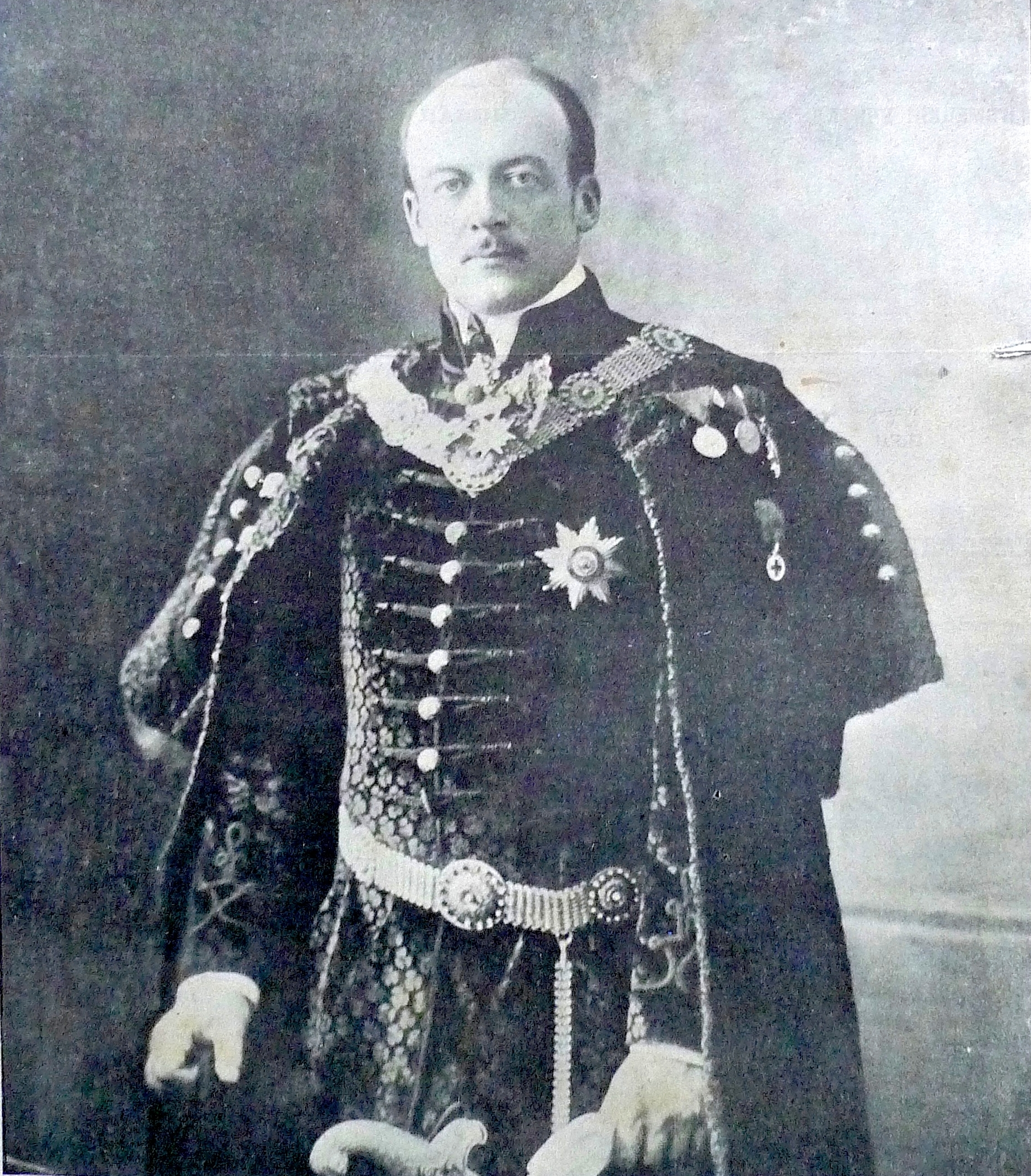
Leopold von Berchtold, a Monarchia külügyminisztere

Az első Balkán-háború fejleményeinek fényében a nagyhatalmak a bevett diplomáciai csatornákon az albánkérdés kapcsán is egyeztették nézeteiket. A leghatározottabb álláspontot az Osztrák–Magyar Monarchia képviselte: már szeptember elején jelezte, hogy támogatja a status quót, azaz az albánok területi integritásának megőrzését, nem utolsósorban abból a megfontolásból, hogy megakadályozza a szerbek és rajtuk keresztül az oroszok kijutását az Adriai-tengerhez. A Monarchia a katonai beavatkozás elvi lehetőségétől sem riadt vissza, sőt a vezérkar sürgette is a megelőző katonai csapást, nevezetesen a Novi Pazar-i szandzsák megszállását, de erre nem került sor. Ugyanakkor Észak-Albánia szerb annexiója nem feltétlenül kedvezett volna az oroszoknak sem, az osztrák–orosz kapcsolatok ugyanis Bosznia Monarchia általi annexiója óta megromlottak, és minden további konfliktus csak feszültebbé tette volna a már így is kiélezett diplomáciai viszonyt. Így Oroszország szintén támogatta a status quót, és ebben Nagy-Britannia és Franciaország is melléállt. Egy balkáni háború kapcsán megfogalmazódó aggodalmaikat diplomáciai úton közölték a Balkán-szövetség országainak képviselőivel is. Ezek a szóban, négy fal között elhangzott elköteleződések és figyelmeztetések azonban nem vehették elejét a háború kirobbanásának. Ráadásul a nagyhatalmak egyike, Németország és uralkodója, II. Vilmos eleinte nyíltan nehezményezte a Monarchia álláspontját, egyfelől Bosznia okkupációja után veszélyesnek tartotta a szerb expanziós törekvések megállítását, másfelől húga, a görög trónörökös felesége, Zsófia hercegnő révén maga is albánellenes érzelmeket táplált.
Október 19-én, a háború kitörése utáni héten a Monarchia vámuniót ajánlott fel Szerbiának, hogy a gazdasági integráció örvén késleltesse a balkáni konfliktusok súlyosbodását. A céljaikban meglehetősen eltökélt szerbek azonban csak időhúzásul ültek a tárgyalóasztalhoz, és színleg azzal a feltétellel egyeztek volna bele az ajánlatba, ha ezzel egy 50 kilométeres szerb tengerparti sáv jöhetne létre az Adrián; jól tudták, hogy az osztrákok számára ez elfogadhatatlan. November 9-én a német kormányon volt a sor, és diplomáciai csatornákon azzal a tervvel fordult Szerbiához, hogy Albánia őrizhesse meg területi egységét, de egy szerb nemzetiségű herceg uralma alatt. A szerb miniszterelnök, Nikola Pašić elutasította ezt az ajánlatot is, mondván, hogy Albánia önállósága semmilyen formában nem kívánatos, és a Balkán-szövetség országai maguk is képesek az albánhelyzet megoldására.
Ezt követően a Monarchia Olaszországhoz fordult, hogy érdekközösségük mentén lépjenek fel közösen az albán status quo védelmében, az olaszokat ugyanis szintén súlyosan érintette volna az Otrantói-szoros túloldalának szerb kézre kerülése. Az osztrákok által tárgyalásra előkészített tervezet szerint csak az albán többségű területek lettek volna egy önálló Albánia részei, de Koszovó nagy részét (Gjakova, Peja és Prizren vidékét) a szerbeknek, a Thíamisz folyótól délre elterülő vidéket a görögöknek, és amennyiben sikeresen beveszik, Shkodra városát a montenegróiaknak engednék át. Ekkor merült fel első ízben az a forgatókönyv, hogy Albánia államformája a hercegség legyen, és a koronás fő ne az albán felekezetek valamelyikébe (katolikus, görögkeleti, muszlim) tartozzon, azaz egyszerűbben: ne albán legyen. Olaszország eleinte szkeptikusan fogadta a terveket, de végül megegyeztek és közösen léptek fel a bécsi Balkán-politika érvényesítéséért. A háttérben a Monarchia képviselői titkos tárgyalásokat folytattak az albánok képviselőivel is, októberben Eqrem Vlorával, november 9-én pedig Ismail Qemalival, és a Monarchia egyre inkább elköteleződni látszott az albánkérdés mellett.
A valóság azonban túllépett a papírra vetett terveken: 1912 novemberére nyilvánvalóvá vált, hogy a harcban álló Szerbia belátható időn belül elfoglalja az észak-albániai tengerparti területeket. November 13-án a Monarchia diplomáciai demarsot intézett Montenegróhoz, amelyben nehezményezte az albánok autonómiájának megsértését, nevesül Shkodra ostromát, illetve hogy a montenegrói hadmozgások alapján már Shëngjin és Lezha elfoglalása is a küszöbön áll (november 16-án valóban el is foglalták Shëngjint). Az olasz kormány hasonló értelmű leiratot intézett Montenegróhoz, a montenegrói uralkodó, I. Miklós azonban a leghatározottabban visszautasította mindkét diplomáciai iratot. A december 3-ai tűzszünetig a nagyhatalmak tehetetlenek voltak a fejleményekkel szemben.

## Függetlenségi próbálkozások 1912 őszén
Mi sem jellemzi jobban a korabeli albánság vezető rétegének regionális és érdekcsoportokra való töredezettségét, mint hogy erejük egyesítése helyett csoportjaik egymástól függetlenül vagy éppen egymással rivalizálva több kísérletet is tettek arra, hogy az albánok valamely formálisabb keretben döntsenek országuk sorsáról vagy csupán megnyerjék maguknak a nagyhatalmak támogatását.
A konstantinápolyi alsóház albán tagja, Syrja Vlora és fia, Eqrem Vlora már 1912. szeptember végén felismerték a közelgő háború rémét és felhívást tettek közzé, amelyben októberre albán nemzetgyűlést hívtak össze Vlorába. Céljuk az volt, hogy a balkáni háború árnyékában döntést hozzanak egy független és semleges Albánia kikiáltásáról, és igyekezzenek ügyükhöz megnyerni az Osztrák–Magyar Monarchia támogatását is. Kezdeményezésük azonban több ponton is elbukott. Egyfelől Vlora rokona, Ismail Qemali maga is nemzetalapítói ambíciókat dédelgetve szervezkedéssel és tárgyalással töltötte az 1912-es esztendőt, s párthívei minden eszközzel igyekeztek megakadályozni, hogy Syrja Vlora munkálkodása keresztülhúzza számításait. Emellett bár Vlora előrelátó volt, az időpont korainak bizonyult: a meghívott albán területeknek csak kis része képviseltette magát az összehívott nemzetgyűlésen, miután az albánok nagy része ekkor még bízott a szeptemberben a Porta által jóváhagyott albán autonóm területek létrehozásában és abban, hogy a Balkán egészére, így Albániára is kiterjedő háború elkerülhető. A végül Vlorában megjelent kisszámú küldött éppen ezért, valamint a törzsi és felekezeti pártoskodás miatt végül nem volt képes dűlőre jutni még a legegyszerűbb kérdésekben sem. A gyűlés dolgavégezetlen feloszlott. A fiatal Eqrem Vlora ezt követően a Monarchia fővárosába utazott, és tárgyalásokat folytatott Conrad von Hötzendorf vezérkari főnökkel, valamint a külügyminisztérium szakreferenseivel. Bár a Monarchia képviselői biztosították őt arról, hogy támogatják az 1912. szeptemberi albán status quo fenntartását, végül mégis kézzelfogható eredmények nélkül tért vissza Vlorába. Apja, Syrja Vlora ezalatt egy újabb nemzetgyűlés megszervezésén dolgozott, ezúttal közép-albániai helyszínnel. Durrësbe és Tiranába utazott, hogy a helyi vezetőket megnyerje az ügynek, de a Portához továbbra is hű muzulmán vezetők ellenezték a tervét. Végül a Shkodra védelmében részt vevő Esat Toptanit sikerült meggyőznie, hogy amennyiben a háború oszmán vereséggel zárul, proklamálják a független Albániát. Toptani nagy befolyású földesúr lévén, támogatásával megnyílt az esély egy eredményesebb nemzetgyűlés tető alá hozására. November közepére észak- és közép-albániai vezetők gyűltek össze Tiranában. Hiába azonban a részleges siker, a tiranai gyűlés résztvevői továbbra is képtelenek voltak az együttműködésre, a független Albánia kikiáltása ezúttal is elmaradt. Egyetlen eredményük egy Nikollë Kaçorri és Abdi Toptani által november 12-én megfogalmazott, I. Ferenc Józsefhez intézett levél volt, amelyben számot adtak a több oldalról lerohant kicsiny ország szorongatott helyzetéről, és a Monarchia támogatását kérték akár a status quónak megfelelő, Oszmán Birodalmon belüli Albánia vilajet megszervezéséhez, akár a szomszédos országokéhoz hasonló alkotmányos albán monarchia létrejöttéhez. Levelük hivatalos válasz nélkül maradt. Vlora végül csalódottan elhagyta Albániát, és Konstantinápolyba távozott.

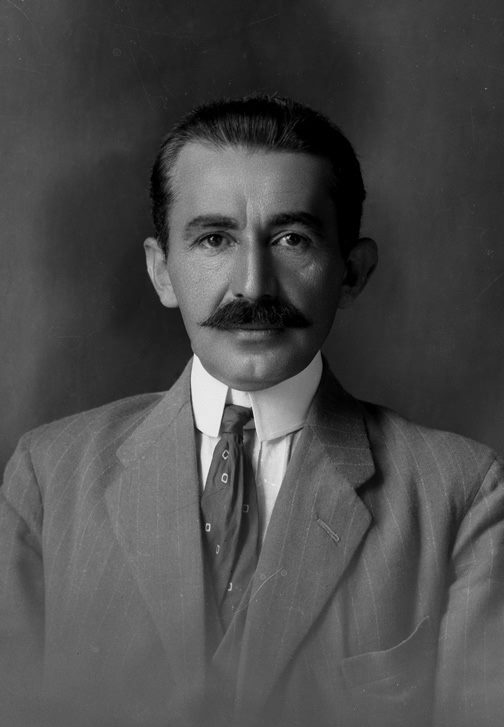
Hasan Prishtina, a koszovói albánság egyik vezéralakja

Syrja Vlora szervezkedésével párhuzamosan, 1912. október 14-én hazafias koszovói albán vezetők egy csoportja – Hasan Prishtina, Nexhip Draga, Bajram Curri, Midhat Frashëri és mások – Üsküpben találkozott a Honmentők Fekete Társasága (albán Shoqëria e Zezë për Shpëtim) nevű titkos egyesület gyűlésén. Megbeszéléseik során október 16-án megfogalmaztak egy kommünikét, amelyet az albánság nevében az európai nagyhatalmakhoz kívántak eljuttatni. Ebben az állt, hogy az Oszmán Birodalom és – az akkor még csak – Montenegró között kirobbant legújabb háborúban az albánok sem maradhatnak tétlenek. Fegyvert fognak, de nem azért, hogy ezzel katonai segítséget nyújtsanak a Portának, hanem hogy megőrizzék népük függetlenségét és Albánia területének egységét. Az üsküpi gyűlés után azonban a katonai helyzet drámaian fokozódott. Az elkövetkező napokban a szerb sereg már Koszovó földjén járt, az albán vezetőket letartóztatták és 1913 májusáig Belgrádban tartották fogva.
Az amerikai albánság hazafias szervezete, a Vatra szintén hallatott magáról: november 17-ére Bostonba találkozót hívtak össze, amelyen Faik Konica elnökletével akként határoztak, hogy minden anyagi erőforrásukat Albánia megmentésére áldozzák, s támogatáskérő leveleket intéztek William Howard Taft amerikai elnökhöz, valamint az Osztrák–Magyar Monarchia, Németország, Olaszország, Franciaország és Oroszország külügyminisztériumaihoz, továbbá X. Piusz pápához.
A katonai helyzet eddigre már rendkívül fenyegetővé vált. November 18-ával a görög és szerb csapatok elvágták a még szabad albán területeket az Oszmán Birodalomtól. November 19-éig a görög csapatok egészen Himaráig nyomultak előre, ezzel 50 kilométerre megközelítették Vlora városát, hadiflottájuk pedig a dél-albániai tengerpart blokádját készítette elő. A montenegróiak november 16-án elfoglalták Shëngjin kikötőjét, a szerbek 18-án Lezhát, november 22-én Dibrát, majd november 26-áig egészen Milotig nyomultak, és ott készültek az 50 kilométerre fekvő Durrës elfoglalására. November közepére az oszmán sereg gyakorlatilag összeomlott, a birodalom európai területein egyedül Shkodrát, Janinát és Drinápolyt tartották, a bolgár had pedig már Konstantinápoly alatt táborozott. Emellett az oszmán kormány és hadsereg az „albánok árulásában” látta balkáni domíniuma elvesztésének közvetlen okát, ezért az Albániában küzdő alakulataikat sem tüzelte a harci kedv, az albán földért harcoló katonák demoralizálódtak. Sajátos színezetet ad az albán területeken zajló hadműveleteknek, hogy noha az előző években az albánok többször fegyvert fogtak önrendelkezésük kivívásáért, 1912-es felkelésüket pedig sikerre is vitték, az első Balkán-háború hónapjaiban mégis tétlennek mutatkoztak. Az oszmán zsoldban álló közép-albániai nagyúr, Esat Toptani 10-13 ezres serege élén ugyan Shkodra védelmére sietett, de az elmúlt években harci tapasztalatokat szerzett albán szabadcsapatok nem hallattak magukról. Ennek oka egyfelől abban állt, hogy a korábbi években a montenegróiak és a szerbek csempészett fegyverekkel segítették az albán lázadókat, így kezdetben nem az ellenséget látták a törökök ellen harcoló, albán területre lépő szerbekben. Jellemző momentum, hogy az egyik legradikálisabb és legnagyobb katonai ütőerővel rendelkező albán hadúr, Isa Boletini a szerbek támadását követően otthonában nyugodtan várta a fejleményeket, és csak napokkal később értette meg, hogy a háborút nem csak a törökök ellen vívják. Ám mire az albánok felismerték a veszélyt, tehetetlennek bizonyultak az óriási tüzérségi fölénnyel rendelkező, hatalmas szerb sereggel szemben, akik a törököknél jóval hatékonyabban azonnal le is fegyverezték őket, vagy hagyták őket félreeső törzsi területeik, völgyeik védelmére berendezkedni. A dél-albániai toszkok vezetői eközben kevés eredménnyel bár, de szintén fegyverbe szólították a lakosságot, és inkább diplomáciai csatornákon keresték a Monarchia és Olaszország támogatását.
Egyre kézzelfoghatóbb volt annak veszélye, hogy az albán lakta területek a környező balkáni államok martalékaivá válnak. Az elbukott próbálkozásokkal párhuzamosan azonban az albán politika nagy öregje, éveken keresztül a konstantinápolyi alsóház albán képviselője, Ismail Qemali is lankadatlan szervezőmunkával dolgozott hazája megmentésén.

## A vlorai nemzetgyűlés előkészítése

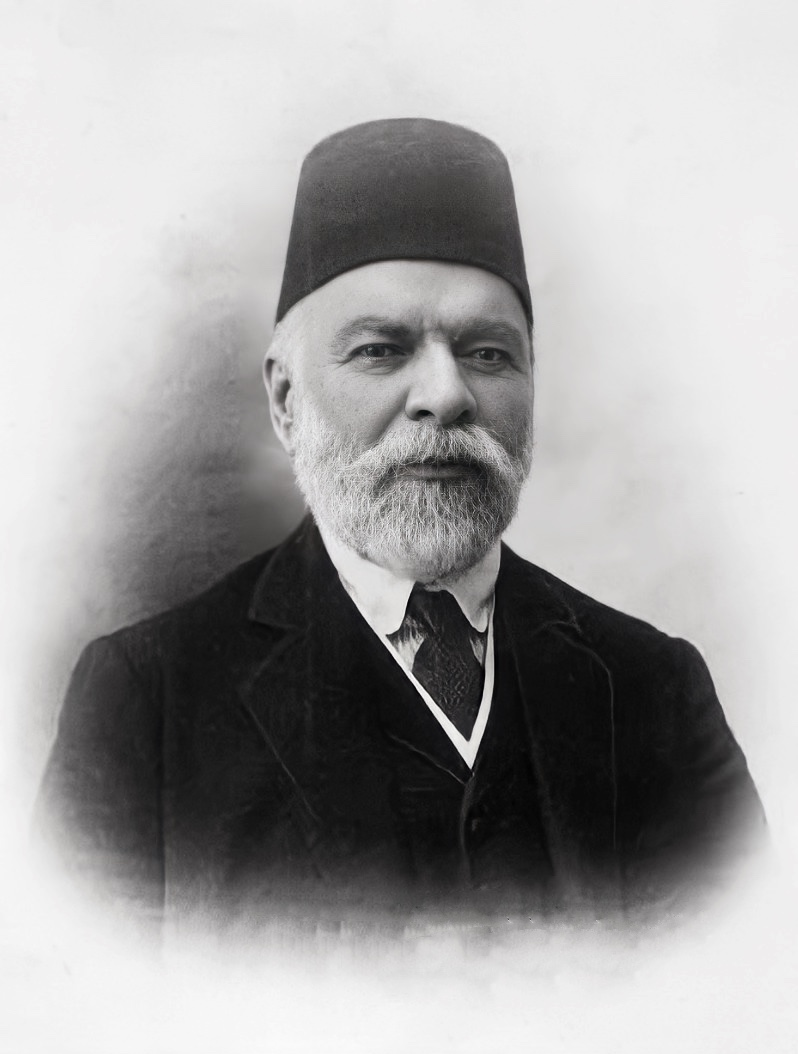
Ismail Qemali, Albánia alapítóatyja

Qemali az 1912-es évet addig is szervezkedéssel töltötte, titkárával, Luigj Gurakuqival egyetemben folyamatosan úton volt Konstantinápoly és az albán területek, valamint az emigráció balkáni központjai között. November eleje Bukarestben érte, ahol november 5-én a helyi emigráns albánokkal szervezett találkozójukon úgy döntöttek, hogy egy testületet alakítanak Vezetők Bizottsága néven (albán Komiteti i Drejtorëve, korabeli formában Komiteti i Drejtonjës), amely megszervezi az Albánia területi feldarabolását megakadályozó nemzetgyűlés összehívását. Qemali ezen a ponton még Syrja Vloránál óvatosabb volt és fontolva haladásra intett: mielőtt a függetlenség elérését tűzték volna ki célul, javasolta a nagyhatalmak álláspontjának megismerését. Qemali ezt követően egyfelől albániai párthíveit távirati úton arra utasította, hogy Syrja Vlora hasonló célkitűzésű szervezőmunkáját hátráltassák, maga pedig egy küldöttség élén Budapesten át Bécsbe utazott, ahol tárgyalásokat folytatott a Monarchia külügyminiszterével, Leopold von Berchtolddal, hogy kipuhatolja a Monarchia viszonyulását egy albán nemzetgyűléshez. Berchtold – részletekbe bocsátkozás nélkül – biztosította Qemalit a támogatásáról, és megerősítette, hogy a Monarchia nem fogja hagyni a szerbek kijutását a tengerpartra. A külügyminiszter magánfeljegyzéseiből azonban nyilvánvaló, hogy Qemalit megbízhatatlannak tartotta, és előnyben részesítette a Syrja Vlora-féle nemzetgyűlést. Az osztrák külügyminiszterrel való találkozója mellett Qemali felkereste a bécsi olasz és brit nagykövetségeket is. November 9-én Qemali táviratot küldött fiának, Edhem Qemalinak Vlorába, a titokzatos „Albánia jövője biztosított” kitétellel, és a jó hír jegyében utasította a nemzetgyűlés megszervezésére. Fia november 13-án válaszolt, és arról biztosította apját, hogy Albánia minden területéről meghívták az albánság választott küldötteit, hogy gyűljenek össze Vlorában, készen a további fejleményekre.
Időközben Qemali elhagyta Bécset, és a Monarchia külügyminisztere, Leopold von Berchtold által rendelkezésére bocsátott hajón – a bukaresti és a trieszti albán kolóniák küldötteivel kiegészülve – november 21-én kikötött Durrësben. Ekkor már az óvatoskodást félretéve kifejezett célja Albánia függetlenségének kikiáltása volt. Maguk mellé vették a még feltehetően Syrja Vlora hívására összegyűlt közép-albániai vezetőket, és délnek, Vlorának vették az irányt. Útközben, Fierben csatlakoztak hozzájuk a Koszovóból idáig menekült albán nagycsaládok, és végül november 26-án érkeztek meg Vlorába.
Bár a tekintélyes Isa Boletini vagy a mirditai kapitány, Mark Gjoni még úton volt Vlorába, minden készen állt a sorsfordító nemzetgyűléshez. A jelenlévők már november 27-én informális döntést hoztak arról, hogy a hadi helyzet ismeretében a nemzetgyűlés célja immár nem lehet más, mint Albánia függetlenségének deklarálása. Erre ösztönözte őket az is, hogy időközben a szerbeket már csak egy hajszál választotta el Durrës elfoglalásától, amit az Osztrák–Magyar Monarchia korábban kifejezett elköteleződése dacára tétlenül szemlélt.

## A nemzetgyűlés eseményei

### A függetlenség kikiáltása
A nemzetgyűlés 1912. november 28-án, egy csütörtöki napon, délután két órakor vette kezdetét Xhemal Vlora – a nemzetgyűlés szervezésében korábban elbukott Syrja Vlora fivére, Qemali helyi híveinek egyike – házában. Az elnöklő Qemali nyitóbeszédében felvázolta a Balkán politikai és katonai helyzetét, az Oszmán Birodalom összeomlását, és egy független Albánia kikiáltásában, valamint egy ideiglenes kormány létrehozásában állapította meg a fő célokat. Ezt követően, miután a küldöttek támogatásukról biztosították, kilépett az épület erkélyére, és más albán notabilitásoktól körbevéve a téren összegyűltek előtt a következő szavakkal kiáltotta ki a függetlenséget: „Albánia a mai naptól, egy ideiglenes kormány vezetése alatt, önálló, szabad és független!” (albán „Shqipëria të bëhet që sot më vehte, e lirë, e pamvarur nën një qeveri të përkohëshme!”). Ezt követően Nikollë Kaçorri és Murat Toptani is rövid beszédeket tartottak, majd a ház előtt felvonták az albán lobogót. A zászló körül ugyan adódott némi bonyodalom, arról ugyanis előzetesen nem döntöttek, hogy mi is legyen az újonnan született állam nemzeti jelképe. Végül valakinek eszébe jutott, hogy a Himaránál a görögökkel harcoló Eqrem Vlora házában lóg a falon Szkander bég lobogója, vörös alapon fekete kétfejű sassal, így végül azt vonták fel a zászlórúdra. A téren összegyűlt tömeg nagy része először látta az albán zászlót, s volt, aki értetlenségének adott hangot, hogy Korán-idézet helyett egy varjú (!) ékesíti, mások pedig egyetértésüknek adtak hangot, hogy a Monarchia zászlaját vonták fel Vlorában. A házba visszatért küldöttek ezt követően megbízták Qemalit az ideiglenes kormány megalakításával, amelyre az elkövetkező napokban sor is került.
Albánia függetlenségének támogatottsága nem egyértelmű, a történettudomány még adós a kérdés megnyugtató rendezésével. Az albán történetírásban bevett adat szerint november 28-án 37, december 3-áig pedig további 26 küldött hagyta jóvá az ország függetlenné válását. Az aktusnak formális keretet adó dokumentumon, a függetlenségi nyilatkozaton 41 aláírás szerepel. Több ponton is problémásak ezek a számok. Egyfelől a november 28-ai szavazásnak jegyzőkönyve nem maradt fenn, a Qemali-kormány csak több mint egy év elteltével, 1914-ben publikálta a november 28-án támogatólag szavazók névsorát a Perlindja e Shqipëniës című kormánylap hasábjain (29 névvel). További forrás a vlorai osztrák–magyar konzul, Wenzel Lejhanec 1912. november 29-ei távirata, amelyben a támogatók névsoráról is tájékoztatta a bécsi külügyminisztériumot (32 névvel). Közkeletű és elfogadott számadat viszont, hogy 83 küldött volt jelen a Vlora-házban, így az egyhangú támogatás fényében legalábbis kevésnek tűnnek ezek a számok. Még akkor is így van, ha tudott, hogy törvénykezési járásonként (kaza), nem pedig egyénenként számolták a szavazatokat. Emellett többen csak a második ülésnaptól csatlakoztak a függetlenségi nyilatkozattal egyetértők sorához, s egy részük csupán szóban (pl. Isa Boletini), mások pedig táviratban adták nevüket a deklarációhoz. Hasonlóképpen bizonytalan kérdés, hogy a megjelentek mennyiben képviselték az albánság egészét. A hadi helyzet következtében a választott küldöttek egy része nem juthatott el Vlorába (közülük kerültek ki azok, akik „táviratilag” vettek részt az eseményeken). Jelen voltak viszont a szerbek elől menekülő, zömmel koszovói nagycsaládok fejei, míg a koszovói albánok tényleges vezetői Belgrádban raboskodtak. Ennek eredményeként Közép- és Dél-Albániát kb. 15-15, Koszovót kb. 10, Észak-Albániát pedig egyetlen küldött képviselte. Hasonló aránytalanság tapasztalható a felekezeti megoszlás tekintetében is: a jelenlévők kétharmada muszlim, egyharmada görögkeleti volt, s csupán ketten képviselték a katolikus albánságot.
A függetlenség kikiáltásának napja első évfordulójától, 1913. november 28-ától Albánia nemzeti ünnepe.
Az albán függetlenségi nyilatkozat aláírói
Az albán függetlenségi nyilatkozat aláíróinak betűrendes névsora, az általuk képviselt vidékek vagy kolóniák jelölésével, a következő:
Haxhi Vehbi Agolli (Dibra) • Myrteza Aliu (Struga) • Dhimitër Beratti (Bukarest) • Elmaz Boçe (Gjirokastra) • Hajredin Cakrani (Mallakastra) • Pandeli Cale (Korça) • Abaz Çelkupa (Durrës) • Shefqet Dajiu (Elbasan) • Ymer Deliallisi (Shijak) • Xhemalyddin Delialliu (?) • Thanas Floqi (Korça) • Midhat Frashëri (Koszovó) • Salih Gjuka (Koszovó) • Luigj Gurakuqi (Shkodra) • Veli Harxhi (Gjirokastra) • Spiro Ilo (Korça) • Nikollë Kaçorri (Durrës) • Zihni Abaz Kanina (Vlora) • Qemal Karaosmani (Elbasan) • Babë Dud Karbunara (Berat) • Qazim Kokoshi (Vlora) • Xhelal Koprencka (Skrapar) • Mustafa Kruja (Kruja) • Dhimitër Mborja Emanoil (Bukarest) • Jani Minga (Vlora) • Rexhep Mitrovica (Koszovó) • Qemal Mullaj (Lushnja) • Lef Nosi (Elbasan) • Zyhdi Ohri (Ohrit) • Ismail Qemali (Vlora) • Bedri Pejani (Koszovó) • Aristidh Ruçi (Janina) • Nebi Sefa (Lushnja) • Nuri Sojliu (Struga) • Abdi Toptani (Tirana) • Murat Toptani (Tirana) • Dhimitër Tutulani (Berat) • Abdyl Aziz Vehbi (?) • Ferit Vokopola (Lushnja) • Iliaz Vrioni (Berat) • Dhimitër Zografi (Bukarest).

### Az ideiglenes kormány megalakítása

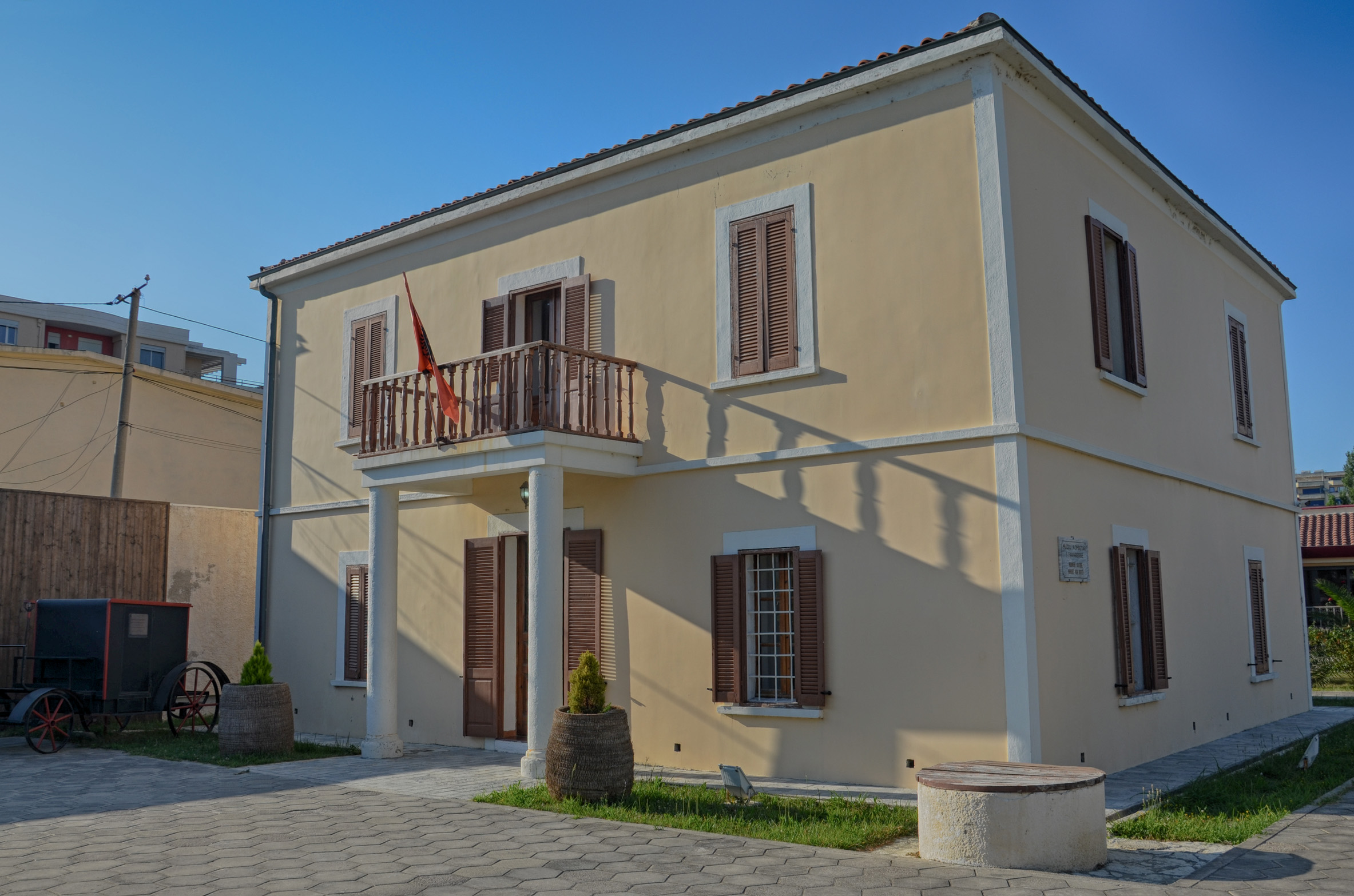
Az ideiglenes kormány székhelye Vlorában, ma a Nemzeti Függetlenségi Múzeum épülete

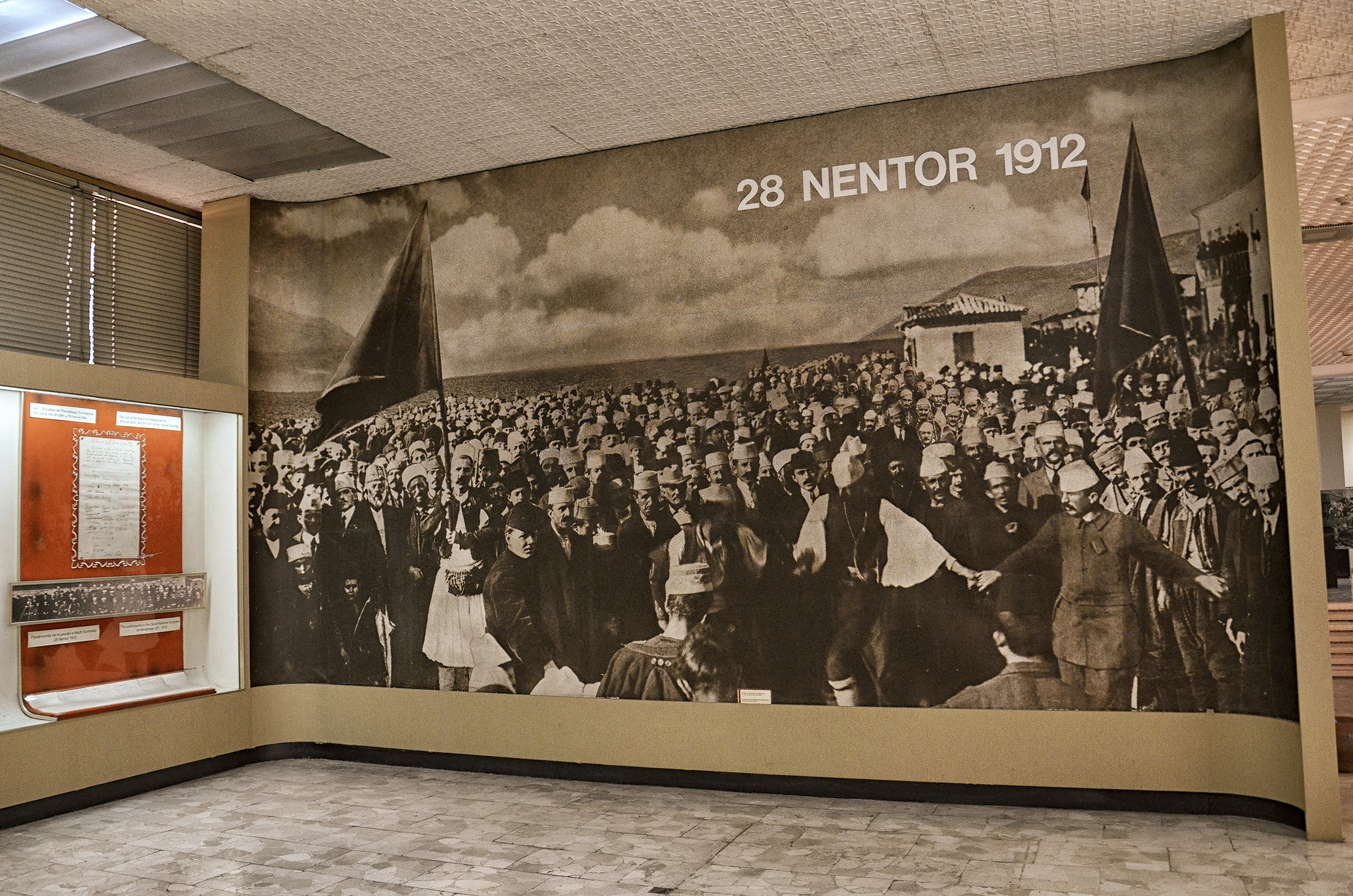
A függetlenség kikiáltásának emlékszobája a tiranai Nemzeti Történeti Múzeumban

Másnap, november 29-én folytatódott a nemzetgyűlés. Ezen a napon, több száz harcosa élén megérkezett a városba a koszovói Isa Boletini is, és csatlakozott a küldöttekhez. Kezdetét vették a tárgyalások az ideiglenes nemzeti kormányról, amelynek kijelölt feladata a törvényhozási munka megkezdése és az ország irányítása az alkotmány megszületéséig, illetve addig, amíg valamely a nemzetközi nagyhatalmak nevében eljáró bizottság nem rendezi az ország államjogi helyzetét.
Miután november 28-án Qemalit bízták meg a kormányalakítással, leendő miniszterelnökként ő tette az első javaslatot az ideiglenes kormányzat miniszteri pozícióinak betöltésére. Tervezete azonban nagy ellenállásba ütközött a gyűlésen részt vevő keresztény küldöttek, valamint a Vlorába akkreditált, szintén jelen lévő diplomaták részéről, Qemali ugyanis tisztán muzulmán összetételű kormányt szeretett volna látni az ország élén. Indoklásul azzal az érvvel szolgált, hogy a még húzódozó és a Portához hű, de saját fegyveresekkel rendelkező muzulmán albán földesurak ezzel a gesztussal megnyerhetőek lennének a független Albánia támogatására. A vita olyannyira elhúzódott, hogy az egyezség csak az ötödik ülésnapra, december 4-ére született meg, és formálisan is megválaszthatták az ideiglenes nemzeti kormány tagjait. A kabinet összeállításakor érvényesítették a vita során felmerült felekezeti szempontot, mely szerint valamennyi bevett albániai felekezet képviseltetve legyen. A kormány elnöke, egyúttal a külügyi tárca irányítója a bektási Ismail Qemali, a kabinet tárca nélküli alelnöke Durrës római katolikus prelátusa, Nikollë Kaçorri lett. A kormány további tagjai: Mehmet Dërralla (hadügy, muzulmán), Myfit Libohova (belügy, muzulmán), Pjetër Poga (igazságügy, görögkeleti), Luigj Gurakuqi (közoktatás, katolikus), Abdi Toptani (pénzügy, muzulmán), Midhat Frashëri (közmunkaügy, bektási), Pandeli Cale (mezőgazdaság és kereskedelem, görögkeleti), Lef Nosi (postaügy, görögkeleti).
Az ország fővárosául Vlorát jelölték ki, s a kormány székhelye a nemzetgyűlésnek is helyet adó kétemeletes Vlora-ház lett. Ezenkívül a postaügyi minisztérium rendelkezett saját épülettel, tudniillik a vlorai távíróhivatalban rendezkedett be. Ezzel egy időben Haxhi Vehbi Agolli elnökletével megalakult a vlorai kormány munkáját felügyelő, tizennyolc tagú Öregek Tanácsa (Pleqësia), illetve a koszovói Isa Boletini, Riza Gjakova és Zenel Begolli vezette nemzeti milícia.
A függetlenség kikiáltását követően egyetlen ország sem ismerte el Albánia függetlenségét, az Oszmán Birodalom pedig egyenesen elfogadhatatlannak tartotta egy önálló Albánia megszületését. Ami pedig a szomszédos államokat illeti, csapataik folytatták az előrenyomulást Albánia területén. A görög hadihajók blokád alá vették a Vlorai-öblöt, szárazföldi csapataik pedig a Vlorától 30 kilométerre lévő Llogara-hágónál vívtak ütközetet Eqrem Vlora mindössze 2500 fős csapatával. A szerbek elfoglalták Resent, Ohridot, és már Elbasan is a kezükben volt, november 30-án pedig Durrësbe is bevonultak. Hamarosan nyilvánvalóvá vált az is, hogy a birtokaik védelmére visszahúzódó albán nagycsaládokkal nem lehet számolni a kabinet támogatásában, az ortodox albánok gyanakvóan viszonyultak egy muzulmán többségű Albániához, az elfoglalt területekről áradó albán menekültek nyomában pedig anarchikus viszonyok ütötték fel a fejüket.
Mindez előrevetítette azokat a nehézségeket, amelyekkel Qemali ideiglenes kormányának meg kellett küzdenie országa területi egységének megőrzéséért és függetlenségének nemzetközi elismertetéséért.